# Pronto a correre
| Recensione      | Giudizio |
| --------------- | -------- |
| Musica e dischi |          |
| Rockol          |          |

Pronto a correre è il secondo album in studio del cantautore italiano Marco Mengoni, pubblicato il 19 marzo 2013 dalla Sony Music.

## Descrizione
Un mese dopo la vittoria del cantante al Festival di Sanremo 2013 con il brano L'essenziale e la presentazione nel medesimo festival dell'inedito Bellissimo, viene pubblicato il relativo album il 19 marzo 2013. I quindici brani che compongono il disco sono stati registrati tra Los Angeles e Milano sotto la produzione di Michele Canova Iorfida.
Tutti gli arrangiamenti vocali e i cori sono stati fatti dallo stesso Mengoni, il quale è inoltre autore e coautore di tutti i brani dell'album. Insieme a lui hanno collaborato alla composizione svariati artisti: Ivano Fossati scrive Spari nel deserto, riarrangiata poi dallo stesso Mengoni; artisti come Cesare Cremonini e Gianna Nannini hanno scritto per lui rispettivamente i brani La valle dei re e la sopracitata Bellissimo, mentre Mark Owen dei Take That ha scritto il testo dell'omonimo Pronto a correre.

### Copertina e titolo
La lista tracce e la copertina dell'album (la quale mostra il volto in primo piano del cantante con due linee colorate sotto il suo occhio destro) sono state rivelate il 22 febbraio 2013 dallo stesso cantante attraverso la propria pagina ufficiale di Facebook mentre il titolo dell'album è preceduto da un hashtag.

## Promozione
Nel periodo antecedente all'uscita dell'album, a seguito dell'annuncio della lista tracce, la Sony Music ha diffuso un comunicato nel quale veniva specificato che prima dell'uscita dell'album ogni settimana sarebbe stato pubblicato in anteprima sull'iTunes Store un brano tratto dal disco e coloro che avrebbero acquistato uno di questi brani avrebbe potuto ottenere uno sconto sul prezzo totale della versione digitale dell'album. A tale scopo sono stati pubblicati Non passerai e Non me ne accorgo, rispettivamente usciti per il download digitale il 26 febbraio e il 12 marzo. I due brani sono successivamente entrati nelle stazioni radiofoniche italiane a partire dal 23 agosto e dal 29 novembre 2013.
In occasione della promozione 12 giorni di regali lanciata da Apple, quest'ultima ha pubblicato sull'iTunes Store l'EP Natale senza regali, reso disponibile gratuitamente nella sola giornata del 1º dicembre 2013. Il 14 marzo 2014 Mengoni ha pubblicato come singolo conclusivo dell'album La valle dei re.
Il 10 giugno 2014 l'album è stato ripubblicato per il mercato spagnolo, caratterizzato dalla sostituzione dei brani L'essenziale, Non passerai e Pronto a correre con le rispettive versioni in lingua spagnola. Queste ultime, insieme a una versione acustica della versione spagnola di Pronto a correre, sono state pubblicate per il mercato italiano nell'EP Pronto a correre Spain, uscito anch'esso il 10 giugno.

## Tracce

### Edizione italiana
1. L'essenziale – 3:38 (testo: Roberto Casalino, Francesco De Benedittis – musica: Roberto Casalino, Francesco De Benedittis, Marco Mengoni)
2. Non me ne accorgo – 3:28 (Marco Mengoni, Dario Faini, Piero Romitelli)
3. Non passerai – 3:43 (Tobias Gad, Evan Bogart; testo in italiano di Andrea Regazzetti)
4. Un'altra botta – 3:12 (Marco Mengoni, Andrea Regazzetti)
5. La vita non ascolta – 3:34 (David Fremberg, Amir Aly, Matthias Max; testo in italiano di Andrea Regazzetti)
6. Pronto a correre – 3:48 (Mark Owen, Benjamin Mark Weaver, Jamie Norton, David James Harvey Gibson; testo in italiano di Marco Mengoni e Ermal Meta)
7. Bellissimo – 3:38 (testo: Gianna Nannini, Pacifico – musica: Gianna Nannini, Davide Tagliapietra)
8. La valle dei re – 4:05 (Cesare Cremonini)
9. I Got the Fear – 3:11 (Charlie Grant)
10. Avessi un altro modo – 3:15 (Pier Cortese, Alessandro Canini)
11. Evitiamoci (la soluzione) – 3:24 (Steve Robson; testo in italiano di Marco Mengoni)
12. 20 sigarette – 4:22 (Marco Mengoni, Ermal Meta)
13. Spari nel deserto – 3:25 (Marco Mengoni, Ivano Fossati)
14. Una parola – 3:31 (Simone Baldini Tosi)
15. Natale senza regali – 3:44 (Marco Mengoni, Ermal Meta)

Tracce bonus nell'edizione speciale di iTunes
1. My Magnetic Heart – 3:43 (Tobias Gad, Evan Bogart) – versione inglese di Non passerai
2. Put the Light On – 3:50 (Mark Owen, Benjamin Mark Weaver, Jamie Norton e David James Harvey Gibson) – versione inglese di Pronto a correre

DVD bonus nell'edizione speciale
1. Diario di un sogno

Contenuto bonus in Pronto a correre - Il viaggio
- CD Live

1. L'essenziale – 3:51 (testo: Roberto Casalino, Francesco De Benedittis – musica: Roberto Casalino, Francesco De Benedittis, Marco Mengoni)
2. Non me ne accorgo – 3:31 (Marco Mengoni, Dario Faini, Piero Romitelli)
3. Non passerai – 3:39 (Tobias Gad, Evan Bogart; testo in italiano di Andrea Regazzetti)
4. Un'altra botta – 3:15
5. La vita non ascolta – 3:51 (David Fremberg, Amir Aly, Matthias Max; testo in italiano di Andrea Regazzetti)
6. Pronto a correre – 3:52 (Mark Owen, Benjamin Mark Weaver, Jamie Norton, David James Harvey Gibson; testo in italiano di Marco Mengoni e Ermal Meta)
7. Bellissimo – 3:40 (testo: Gianna Nannini, Pacifico – musica: Gianna Nannini, Davide Tagliapietra)
8. La valle dei re – 6:24 (Cesare Cremonini)
9. I Got the Fear – 4:50 (Charlie Grant)
10. Avessi un altro modo – 3:42 (Pier Cortese, Alessandro Canini)
11. Evitiamoci (la soluzione) – 3:47 (Steve Robson; testo in italiano di Marco Mengoni)
12. 20 sigarette – 4:33 (Marco Mengoni, Ermal Meta)
13. Spari nel deserto – 5:27 (Marco Mengoni, Ivano Fossati)
14. Una parola – 5:42 (Simone Baldini Tosi)
15. Natale senza regali – 4:00 (Marco Mengoni, Ermal Meta)
16. In un giorno qualunque (Bonus Track) – 5:10 (testo: Marco Mengoni, Piero Calabrese – musica: Piero Calabrese)

- DVD

1. Il viaggio – 83:50

### Edizione spagnola
1. Incomparable – 3:36 (testo: Roberto Casalino, Francesco De Benedittis – musica: Roberto Casalino, Francesco De Benedittis, Marco Mengoni)
2. Non me ne accorgo – 3:28 (Marco Mengoni, Dario Faini, Piero Romitelli)
3. Nunca se irà – 3:43 (Tobias Gad, Evan Bogart)
4. Un'altra botta – 3:12 (Marco Mengoni, Andrea Regazzetti)
5. La vita non ascolta – 3:34 (David Fremberg, Amir Aly, Matthias Max; testo in italiano di Andrea Regazzetti)
6. No me detendrè – 3:48 (Mark Owen, Benjamin Mark Weaver, Jamie Norton, David James Harvey Gibson)
7. Bellissimo – 3:38 (testo: Gianna Nannini, Pacifico – musica: Gianna Nannini, Davide Tagliapietra)
8. La valle dei re – 4:05 (Cesare Cremonini)
9. I Got the Fear – 3:11 (Charlie Grant)
10. Avessi un altro modo – 3:15 (Pier Cortese, Alessandro Canini)
11. Evitiamoci (la soluzione) – 3:24 (Steve Robson)
12. 20 sigarette – 4:22 (Marco Mengoni, Ermal Meta)
13. Spari nel deserto – 3:25 (Marco Mengoni, Ivano Fossati)
14. Una parola – 3:31 (Simone Baldini Tosi)
15. Natale senza regali – 3:44 (Marco Mengoni, Ermal Meta)

## Formazione
- Marco Mengoni – voce, cori
- Davide Tagliapietra – chitarra, basso, programmazione
- Michael Landau – chitarra
- Reggie Hamilton – basso
- Luca Scarpa – pianoforte, tastiera, sintetizzatore, hammond, rhodes
- Michele Canova Iorfida – tastiera, sintetizzatore, programmazione
- Larry Goldings – tastiera, pianoforte, wurlitzer
- Gary Novak – batteria
- Marco Tamburini – tromba
- Roberto Rossi – trombone

## Successo commerciale
L'album, ad una settimana dalla pubblicazione, ha debuttato alla prima posizione della Classifica FIMI Album. Nella stessa settimana debutta alla 52ª posizione della classifica svizzera.
A meno di un mese dall'uscita, l'album è stato certificato disco d'oro dalla FIMI per aver venduto oltre 30 000 copie; nel giugno successivo è stato certificato disco di platino per aver raggiunto la soglia delle 60 000 copie. L'album risulta inoltre il sesto più venduto nel primo semestre del 2013. Nel dicembre 2013 l'album è stato certificato in Italia doppio disco di platino per aver venduto oltre 120 000 copie. Nel settembre 2014, l'album è stato infine certificato tre volte disco di platino per aver venduto oltre 150 000 copie.
Le vendite dell'album sono state supportate anche dal primo singolo estratto, L'essenziale, certificato disco d'oro per le oltre 15 000 copie vendute già nella settimana di debutto, per poi raggiungere la certificazione come disco di platino per aver raggiunto la soglia delle 30 000 copie vendute; dopo un mese e mezzo dalla sua pubblicazione, il singolo è stato certificato disco multiplatino per le oltre 60 000 copie vendute. Lo stesso, dal suo debutto, non ha mai lasciato la prima posizione della Top Singoli, mantenendola consecutivamente per otto settimane. Anche l'omonimo singolo Pronto a correre ha contribuito al successo dell'album, venendo certificato disco di platino dalla FIMI nella 31ª settimana del 2013.

## Classifiche

### Classifiche settimanali
| Classifica (2013) | Posizione massima |
| ----------------- | ----------------- |
| Italia            | 1                 |
| Svizzera          | 52                |
| Classifica (2014) | Posizione massima |
| Spagna            | 73                |

### Classifiche di fine anno
| Classifica (2013) | Posizione |
| ----------------- | --------- |
| Italia            | 7         |
| Classifica (2014) | Posizione |
| Italia            | 44        |